# Al-Mahalla al-Kubra
al-Mahalla al-Kubra, även enbart Mahalla, arabiska: المحلة الكبرى, al-Mahallah al-Kubrā) är en stad i Nildeltat i norra Egypten, cirka 120 km norr om Kairo. Det är den största staden i guvernementet al-Gharbiyya och har lite mer än en halv miljon invånare, uppdelat på tre administrativa områden, kismer. al-Mahalla al-Kubra är känt som ett viktigt center för textilindustrin i Egypten. Staden växte upp efter 1927, då den stora textilfabriken Misr grundades här.